# فمینیسم اجتماعی
فمینیسم اجتماعی یا سوسیال‌فمینیسم (انگلیسی: Social feminism) یک جنبش فمینیستی است که از حقوق اجتماعی و تسهیلات ویژه برای زنان دفاع می‌کند. این اصطلاح اولین بار برای توصیف اعضای جنبش حق رأی زنان در اواخر قرن نوزدهم و اوایل قرن بیستم استفاده شد، که زنان و کودکان را که درگیر مشکلات اجتماعی بودند، تحت تأثیر قرار می‌داد. آن‌ها کسب حق رأی را بیشتر وسیله‌ای برای دستیابی به اهداف اصلاح‌طلبانه می‌دانستند، نه یک هدف اولیه. پس از به‌دست آوردن حق رأی زنان، فمینیسم اجتماعی در قالب فمینیسم کارگری که از قوانین حمایتی و مزایای ویژه برای زنان دفاع می‌کرد، ادامه یافت. این اصطلاح به‌طور گسترده‌ای مورد استفاده قرار می‌گیرد، اگرچه برخی از مورخان اعتبار آن را مورد تردید قرار داده‌اند.

## منشأ اصطلاح
ویلیام ال اونیل اصطلاح «فمینیسم اجتماعی» را در تاریخ جنبش فمینیستی خود همه شجاع بودند: ظهور و سقوط فمینیسم در آمریکا، در سال ۱۹۶۹ معرفی کرد. او از این اصطلاح برای پوشش زنانی استفاده کرد که در اصلاحات مدنی شهرداری، خانه‌های مسکونی و بهبود شرایط کار برای زنان و کودکان مشارکت داشتند. اونیل گفت برای آن‌ها «حقوق زنان به خودی خود یک هدف نبود، اما هدف سرسخت‌ترین فمینیست‌ها بود». اونیل فمینیسم اجتماعی را در مقابل فمینیسم «سرسخت» زنانی مانند الیزابت کدی استانتون و سوزان آنتونی قرار داد که به‌دست آوردن حقوق زنان یا حق رأی زنان را هدف اصلی می‌دانستند. فمینیست‌های اجتماعی دیدگاه‌های سنتی دربارهٔ زنان را با نقش دلسوز، پرورش‌دهنده و کودک‌محور می‌پذیرفتند، درحالی‌که «فمینیست‌های سرسخت» این‌گونه نبودند.
نائومی بلک در فمینیسم اجتماعی (۱۹۸۹) فمینیسم اجتماعی را از «فمینیسم منصفانه» متمایز می‌کند. فمینیسم منصفانه ممکن است لیبرال، مارکسیست یا سوسیالیستی باشد، اما خواهان حقوق برابر برای زنان در چارچوب تعریف‌شده توسط مردان است. فمینیسم اجتماعی، اعم از مادرانه، فرهنگی یا رادیکال، مبتنی بر ارزش‌های زنانه است. هدف آن گسترش نقش زنان فراتر از حوزه‌های خصوصی زندگی و تحول اساسی جامعه است. بنابراین، سازمان‌های فمینیستی اجتماعی باید مردان را کنار بگذارند تا ویژگی‌های متمایز زنانه خود را حفظ کنند. آن‌ها نباید سعی کنند مانند مردان باشند، زیرا همین ماهیت متمایز آن‌هاست که ممکن است نقطه قوتی در سیاست باشد. این خطر وجود دارد که فمینیست‌های اجتماعی با محافظه‌کاری همسو شوند. فمینیسم اجتماعی در کوتاه‌مدت جدایی‌طلب است، اما در بلندمدت دگرگون‌کننده است، زیرا مردان قدرت انحصاری تصمیم‌گیری را از دست داده‌اند.
فمینیسم اجتماعی گاهی با فمینیسم مادرانه همراه است. این فلسفه معتقد است که نقش مادری باید به‌عنوان الگویی برای سیاست مورد استفاده قرار گیرد و غرایز مادرانه زنان به‌طور منحصربه‌فردی آن‌ها را واجد شرایط شرکت در یک حوزه «زنانه» می‌کند. فمینیست‌ها همگی لزوماً مادرگرا نیستند، و تفکر مادرانه لزوماً اهداف همه اشکال فمینیسم اجتماعی را ترویج نمی‌کند.

## نقد
مفهوم فمینیسم اجتماعی در تعریف طیفی از فعالیت‌ها مفید است، اما این ایده که با فمینیسم رادیکال ناسازگار است ممکن است گمراه‌کننده باشد. آیلین کرادیتور در ایده‌های جنبش حق رأی زنان، ۱۸۹۰–۱۹۲۰ (۱۹۶۵)، اعتقاد به عدالت طبیعی زنان دارای حق رأی را که تا پایان قرن نوزدهم در میان رأی‌دهندگان رایج بود، با اعتقاد به «مصلحت» زنان برای رسیدگی به مسائل اجتماعی که در اوایل قرن بیستم رایج‌تر بود، در تضاد قرار داد. با این حال، کرادیتور شاهد تغییر تدریجی تأکید از «عدالت» به «مصلحت» در منطق حق رأی زنان بود تا تضاد بین این دو موضع. سازمان‌هایی مانند اتحادیه زنان اعتدال مسیحی فمینیست اجتماعی بودند، درحالی‌که انجمن ملی حق رأی زنان آمریکایی به مفهوم اونیل پیرو فمینیسم «سرسخت» بود، اما هم‌پوشانی قابل‌توجهی در عضویت آن‌ها وجود داشت. فعالانی مانند مری ریتر بیرد، فلورانس کلی و مود یانگر در هر دو دسته قرار 

## جستارهای‌وابسته
- فمینیسم تفاوت‌گرا
- فمینیسم کارگری